# Feiertage in Tschechien
In Tschechien werden die Feiertage offiziell (durch das Gesetz 245/2000 Sb.) in staatliche Feiertage  und andere Feiertage (ostatní svátky) eingeteilt. Alle diese Tage sind arbeitsfrei.
Die staatlichen Feiertage dienen dem Gedenken an bedeutende historische Ereignisse im Zusammenhang mit der tschechischen Staatlichkeit. Seit der letzten Änderung im Jahr 2016 gibt es 13 gesetzliche Feiertage. Außerdem werden in dem Gesetz weitere sogenannte bedeutende Tage benannt.
| Datum         | Typ        | Deutscher Name                                                               | Tschechischer Name                                             | Bemerkungen | Eingeführt |
| ------------- | ---------- | ---------------------------------------------------------------------------- | -------------------------------------------------------------- | --- | ---------- |
| 1. Januar     | staatlich  | Tag der Erneuerung des selbständigen tschechischen Staates; Neujahr          | Den obnovy samostatného českého státu; Nový rok                | Gründung der Tschechischen Republik am 1. Januar 1993 | 2000       |
| März, April   | christlich | Karfreitag                                                                   | Velký pátek                                                    | | 2016       |
| März, April   | christlich | Ostermontag                                                                  | Velikonoční pondělí                                            | zweiter Osterfeiertag | 1951       |
| 1. Mai        | „anderer“  | Tag der Arbeit                                                               | Svátek práce                                                   | | 1951       |
| 8. Mai        | staatlich  | Tag der Befreiung                                                            | Den osvobození                                                 | Ende des Zweiten Weltkrieges 1945, (früherer Name Tag der Befreiung, geändert durch Gesetz 101/2004)                                                          | 1992       |
| 5. Juli       | staatlich  | Tag der Slawenapostel Kyrill und Method                                      | Den slovanských věrozvěstů Cyrila a Metoděje                   | Ankunft der beiden Missionare im Mährerreich 863 | 1990       |
| 6. Juli       | staatlich  | Tag der Verbrennung von Jan Hus                                              | Den upálení mistra Jana Husa                                   | Verbrennung des Reformators Jan Hus auf dem Scheiterhaufen im Jahr 1415                                                                                       | 1990       |
| 28. September | staatlich  | Tag der Tschechischen Staatlichkeit                                          | Den české státnosti                                            | Todestag des Heiligen Wenzels 929 bzw. 935 | 2000       |
| 28. Oktober   | staatlich  | Tag der Entstehung eines selbstständigen tschechoslowakischen Staates        | Den vzniku samostatného československého státu                 | Tschechoslowakische Unabhängigkeitserklärung am 28. Oktober 1918                                                                                              | 1988       |
| 17. November  | staatlich  | Tag des Kampfes für Freiheit und Demokratie und Internationaler Studententag | Den boje za svobodu a demokracii a Mezinárodní den studentstva | Studentenproteste im Jahr 1939 gegen die deutsche Besetzung der Tschechoslowakei, sowie zum 50. Jahrestag im Jahr 1989, der Auslöser der Samtenen Revolution. | 2000       |
| 24. Dezember  | christlich | Heiliger Abend                                                               | Štědrý den                                                     | | 1990       |
| 25. Dezember  | christlich | 1. Weihnachtsfeiertag                                                        | 1. svátek vánoční                                              | | 1951       |
| 26. Dezember  | christlich | 2. Weihnachtsfeiertag (Stephanitag)                                          | 2. svátek vánoční                                              | | 1951       |

An den fett gekennzeichneten Feiertagen müssen ab 2016 Geschäfte mit einer Verkaufsfläche von mehr als 200 m² geschlossen bleiben. Zusätzlich dürfen diese Geschäfte am 24. Dezember nur bis 12 Uhr mittags geöffnet haben. Nicht von dieser Regelung betroffen sind Geschäfte an Flughäfen und Bahnhöfen sowie Apotheken und Tankstellen.

## Bedeutende Tage
Die im Gesetz 245/2000 Version 9 genannten bedeutenden Tage sind:
- 16. Januar – Andenken an Jan Palach, seit 2013
- 27. Januar – Tag des Gedenkens an die Opfer des Holocaust und Verbrechen gegen die Menschlichkeit, seit 2004
- 8. März – Internationaler Frauentag, seit 2004
- 9. März – Gedenken an die Opfer der Vernichtung des sogenannten Theresienstädter Familienlagers im KZ Auschwitz-Birkenau
- 12. März – Tag des Beitritts Tschechiens zum Nordatlantikpakt (NATO-Osterweiterung 1999), seit 2000
- 28. März – Geburtstag des Jan Amos Comenius, seit 2013
- 7. April – Tag der Bildung (Gründung der Karls-Universität 1348), seit 2006
- 5. Mai – Maiaufstand des tschechischen Volkes (Prager Aufstand 1945), seit 1991
- 15. Mai – Tag der Familien, seit 2006
- 10. Juni – Tag der Vernichtung von Lidice (1942), seit 2006
- 18. Juni – Tag der Helden des sogenannten Zweiten Widerstands (Zeit des Nationalsozialismus 1939 bis 1945)
- 27. Juni – Tag der Opfer des kommunistischen Regimes (Hinrichtung von Milada Horáková 1950), seit 2004
- 21. August – Tag des Gedenkens an die Opfer der Invasion und der anschließenden Besetzung durch die Streitkräfte des Warschauer Paktes
- 8. Oktober – Sokol-Gedenktag, seit 2019
- 11. November – Tag der Kriegsveteranen (Ende des Ersten Weltkriegs 1918)